# کریستین سوارینو
کریستین سوارینو (انگلیسی: Cristian Suarino؛ زادهٔ ۲۳ آوریل ۱۹۹۰) بازیکن فوتبال اهل ایتالیا است.
از باشگاه‌هایی که در آن بازی کرده‌است می‌توان به باشگاه فوتبال کاتانیا اشاره کرد.